# Franz Josef Ruprecht
Franz Joseph Ruprecht (Friburgo in Brisgovia, 1º novembre 1814 – San Pietroburgo, 4 agosto 1870) è stato un botanico austriaco.

## Biografia
Ruprecht frequentò il ginnasio a Praga, dove conseguì la maturità nel 1830. S'iscrisse quindi alla facoltà di medicina dell'Università di Praga, terminando gli studi nel 1836. Nel 1839 divenne collaboratore del Museo botanico dell'Accademia delle Scienze di San Pietroburgo. Lo scopo di Ruprecht era quello di effettuare ricerche, fra l'altro, nella parte settentrionale della Russia, nel 1841, e nel Caucaso negli anni dal 1860 al 1862.
Nel 1851 divenne dirigente die Giardini botanici di San Pietroburgo, nel 1853 fu nominato membro dell'Accademia russa delle scienze e nel 1855 direttore del museo botanico.
Come conoscitore della flora russa egli pubblicò una quantità di opere specializzate. Tema centrale fu, tra gli altri, quello della sistematica delle erbe e delle piante acquatiche.

## Riconoscimenti
Carl Anton von Meyer chiamò in suo onore il genere Ruprechtia della famiglia delle Polygonaceae. Nel 1841 egli ebbe il Premio Demidoff.

## Opere (selezione)
- Tentamen Agrostographiæ universalis (1838)
- Bambuseæ (1839)
- Flores Samojedorum cisuralensium (1845)
- Algæ Ochotenses (1850)
- Flora boreali-uralensis (1856)
- Flora ingrica (1860)
- Flora Caucasi (1869)